# Jiří Šindler (1922–2015)
Jiří Šindler (25. května 1922 Polička – 4. června 2015 Brno) byl český výtvarník, grafik, malíř, ilustrátor, kaligraf, středoškolský a vysokoškolský učitel.

## Život
Otec Vladimír Šindler byl učitel, malíř, grafik a bibliofil. Jiří Šindler po studiu na Státním reálném gymnáziu v Poličce (1934–1942) a roční odborné průpravě na Státní grafické škole v Praze (1942–1943) nastoupil na Uměleckoprůmyslovou školu do ateliéru Antonína Strnadela (1943–1944, 1945–1950). V letech 1945–1948 absolvoval měsíční praxe u tiskaře Vlastimila Vokolka.
Vyučoval písmo a propagační grafiku na Střední uměleckoprůmyslové škole v Brně (1967–1983), kaligrafii a základy teorie písma na Fakultě výtvarných umění VUT v Brně (1992–2011). V letech 1998–2005 se vrátil učit na tutéž střední školu, na které původně působil do odchodu do důchodu, přejmenovanou na Střední školu uměleckých řemesel a Vyšší odbornou škole uměleckých řemesel.

## Dílo
Jiří Šindler 50. letech ilustroval ruskou literaturu, později také knihy pro děti a poezii.
Věnoval se písmu, zabýval se hebrejskou abecedou. Vytvořil tiskovou abecedu hlaholského písma, která byla v roce 1992 použita při tisku Hlaholského misálu. Kaligraficky přepsal např. Zdi Vladimíra Holana, Mozart v Praze Jaroslava Seiferta a Jsem nyní se všemi Ivana Blatného. Od písma také Jiří Šindler odvodil svou volnou tvorbu, která je na pomezí kaligrafie a abstraktního umění.
Jiří Šindler byl členem tvůrčí skupiny Profil '58, TT klubu, Sdružení Q a čestným členem Sdružení Bienále Brno.
Je nositelem Ceny města Brna za rok 2001 v oboru výtvarného umění.
Za obětavou dlouholetou službu v církvi, umělecký přínos a příkladný křesťanský život aktivního laika mu v roce 2007 brněnský biskup Vojtěch Cikrle udělil medaili sv. Petra a Pavla. 24. dubna 2014 mu biskup Cikrle medaili sv. Cyrila a Metoděje jako poděkování za dlouholetou obětavou práci pro církev.
Je pohřben v rodinném hrobě na hřbitově v Poličce.

### Samostatné výstavy
- 2003 Jiří Šindler – kaligrafie, grafika. Galerie výtvarného umění v Náchodě
- 2005 Jiří Šindler – grafika, ilustrace, kaligrafie. Slovácké muzeum v Uherském Hradišti.
- 2005 Jiří Šindler – ilustrace, písmo. Muzeum umění a designu, Benešov
- 2006 Jiří Šindler – grafika, ilustrace, kaligrafie. Horácká galerie v Novém městě na Moravě
- 2007 Jiří Šindler – Eliška Čabalová – autorské knihy, knižní vazby. Moravská galerie v Brně
- 2007 Jiří Šindler – kaligrafie, grafika, ilustrace, labily. Městské muzeum a galerie, Svitavy
- 2008 Jiří Šindler od písma k obrazu. Galerie moderního umění v Roudnici nad Labem
- 2009 Jiří Šindler, Možnosti písma. Katolické gymnázium Třebíč, Galerie Chodba
- 2012 Jiří Šindler, Písmo – Obraz. Městské muzeum a galerie Polička
- 2012 Jiří Šindler, Kaligrafie a kresby. Galerie výtvarného umění v Náchodě
- 2013 Jiří Šindler, Od písma k obrazu. Galerie G, Olomouc
- 2013 Jiří Šindler, Písmo. Foyer Domu kultury v Kroměříži
- 2015 Jiří Šindler, Galerie města Pardubic[5]
- 2015 Jiří Šindler, Knihy, DOX / Polička – Shelf, Praha
- 2015 Jiří Šindler, Doteky téměř něžné, Muzeum města Brna[6]